# Isčeznuvšaja imperija
Isčeznuvšaja imperija (Исчезнувшая империя) è un film del 2008 diretto da Karen Georgievič Šachnazarov.

## Trama
Il film è ambientato negli anni '70 del XX secolo a Mosca. Due giovani ragazzi sono innamorati di una ragazza e non sospettano nemmeno che il loro paese se ne andrà presto.